# Савич Олександр Андрійович
Савич Олександр Андрійович, псевдонім Іван Тарасенко (1 вересня 1846, с. Богодухівка, тепер Чорнобаївського р-ну Черкаської обл. — 19 липня 1902, Лубни, тепер Полтавської обл.) — український письменник, правник, член Лубенського окружного суду.
Автор збірок віршів «На Вкраїні» (1889) поеми «Ганнуся» (1891), «Кирило. Світова поема» (1896) й віршів та оповідань, друкованих в альманахах «Перша Ластівка» (1905) й «Арґо» (1914).